# بيز تويسا
بيز تويسا (بالإنجليزية: Piz Toissa)‏ هو أحد جبال سلسلة جبال الألب أوبيرهالبشتين ويقع في كانتون غراوبوندن في سويسرا. يحتل المرتبة رقم 298 في قائمة جبال سويسرا من حيث الارتفاع، إذ يبلغ ارتفاعه حوالي 2657 متر، بينما يبلغ ارتفاع نتوء الجبل 310 متر.

## معرض صور

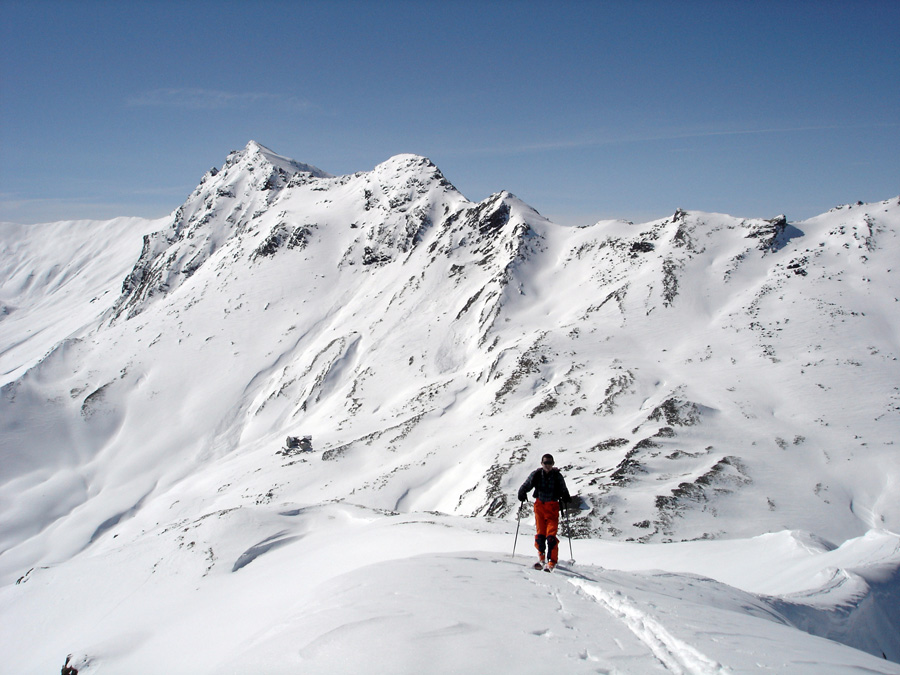
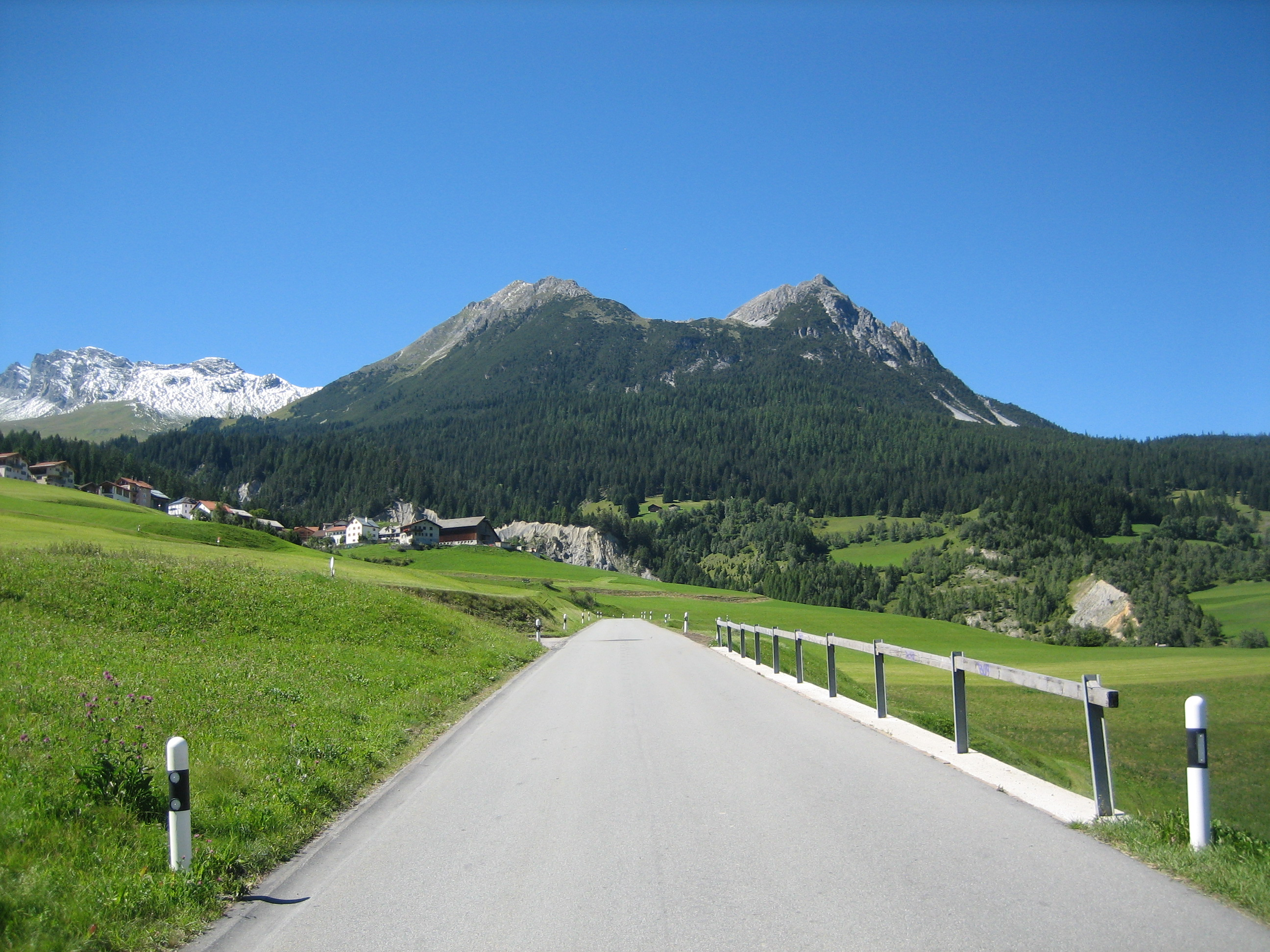
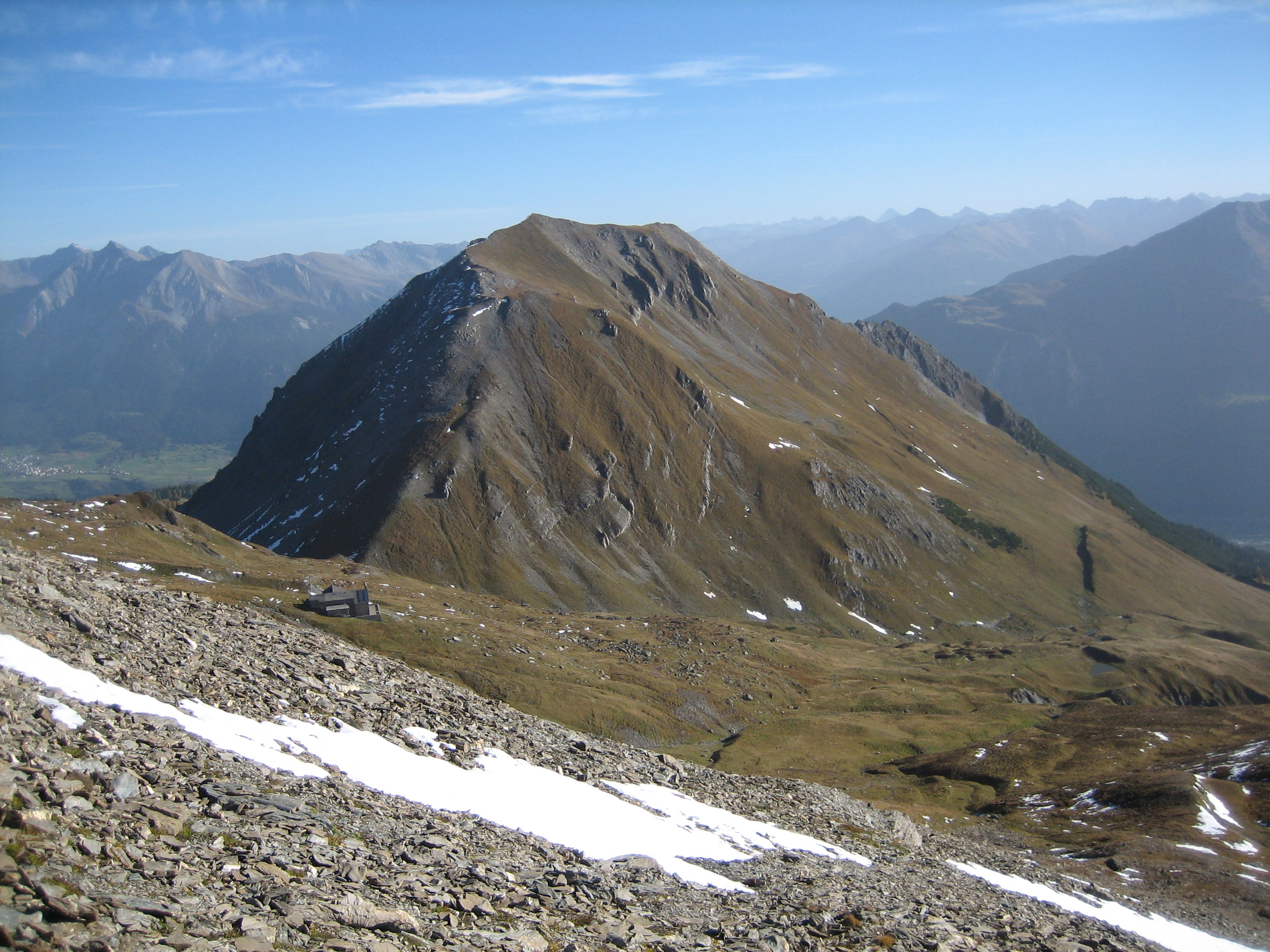
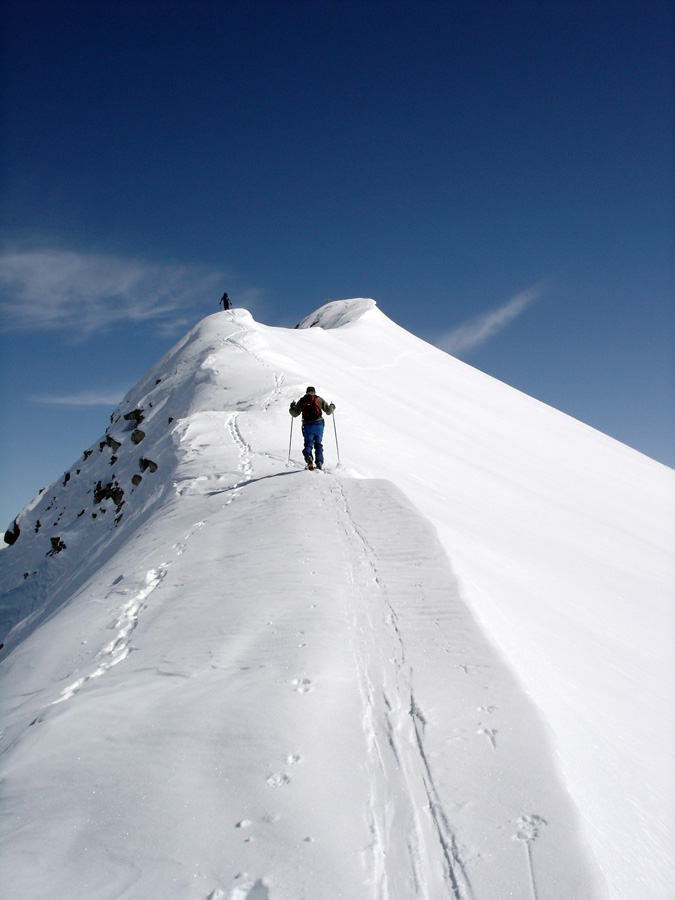